# What That Speed Bout
What That Speed Bout (reso graficamene come What That Speed Bout!?) è un singolo del produttore discografico statunitense Mike Will Made It, della rapper trinidadiana Nicki Minaj e del rapper statunitense YoungBoy Never Broke Again, pubblicato il 6 novembre 2020 come primo estratto dal secondo album in studio Michael.

## Tracce
1. What That Speed Bout!? – 3:10

## Classifiche
| Classifica (2020) | Posizione massima |
| ----------------- | ----------------- |
| Canada            | 76                |
| Stati Uniti       | 35                |